# Охота (Варшава)

Схема дзельницы Охота

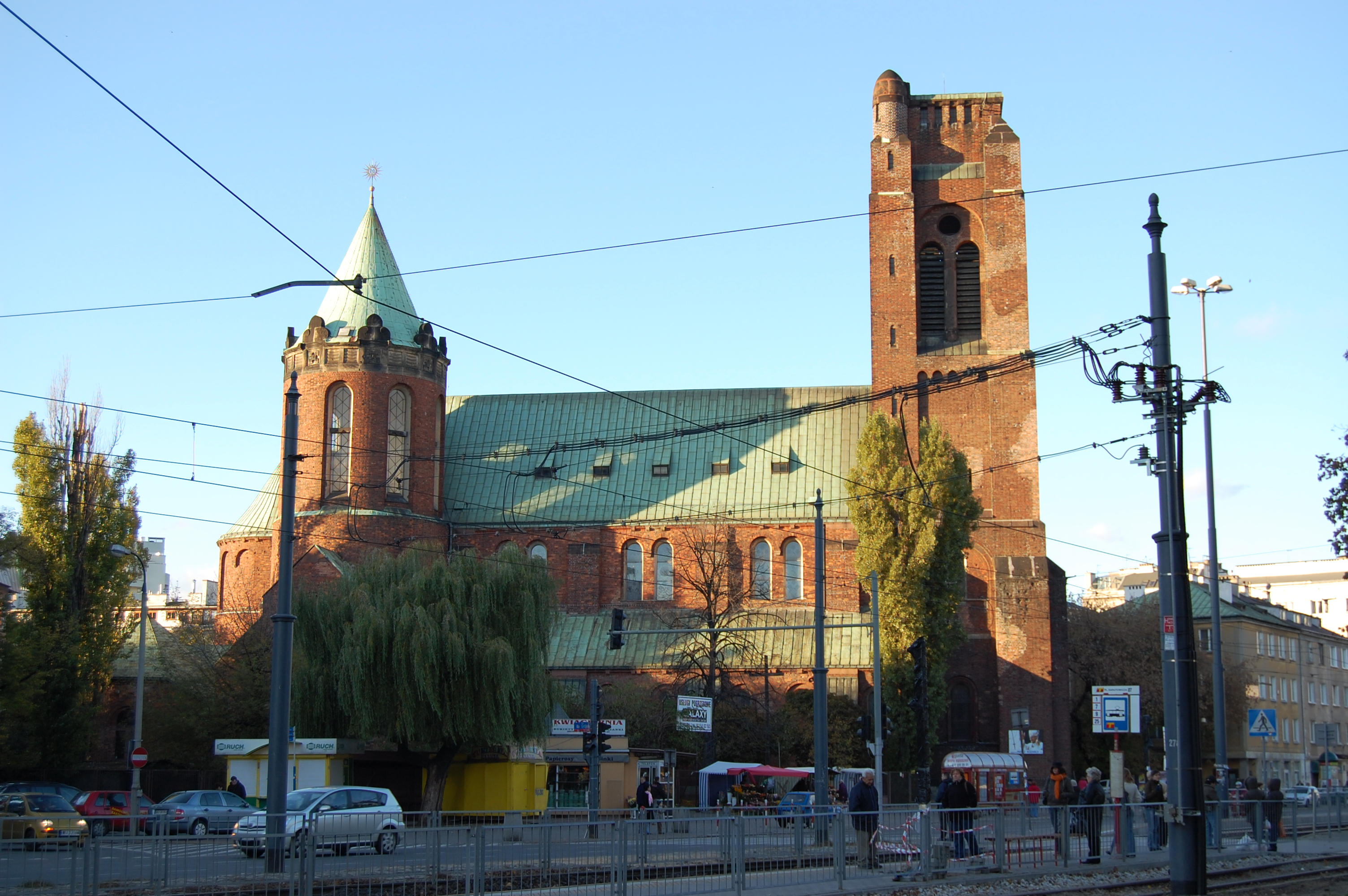
Костел прихода св. Якова на пл. Нарутовича

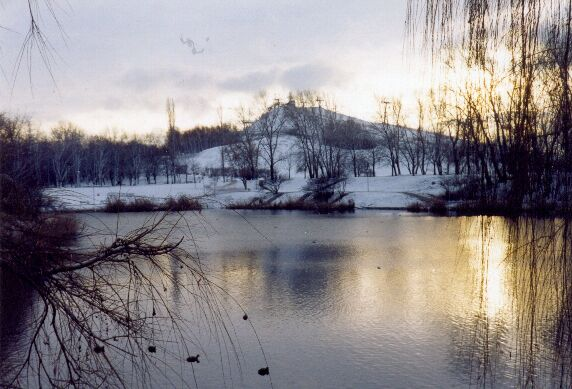
Щесливский парк (Park Szczęśliwicki)

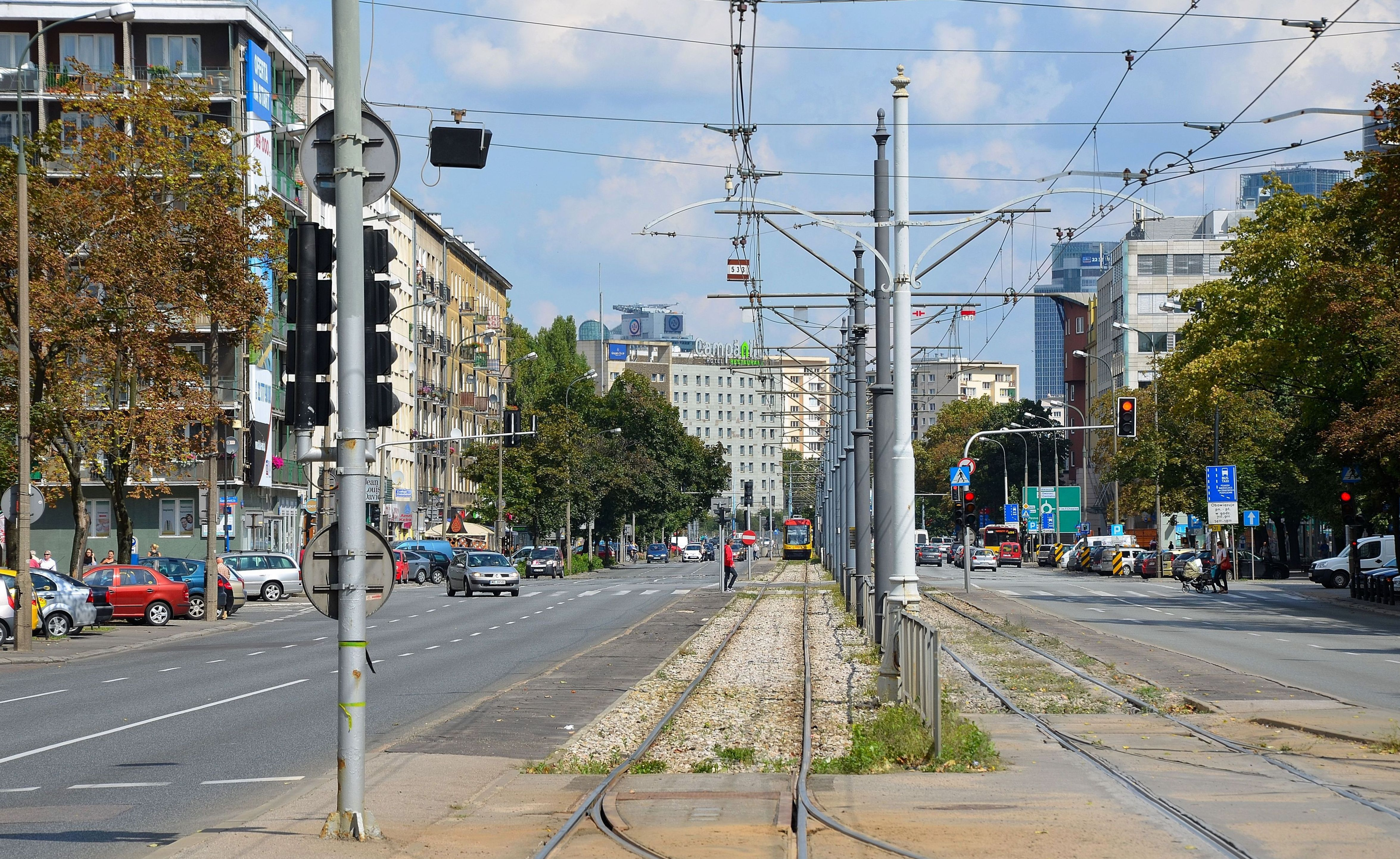
Груецка улица (Ulica Grójecka)

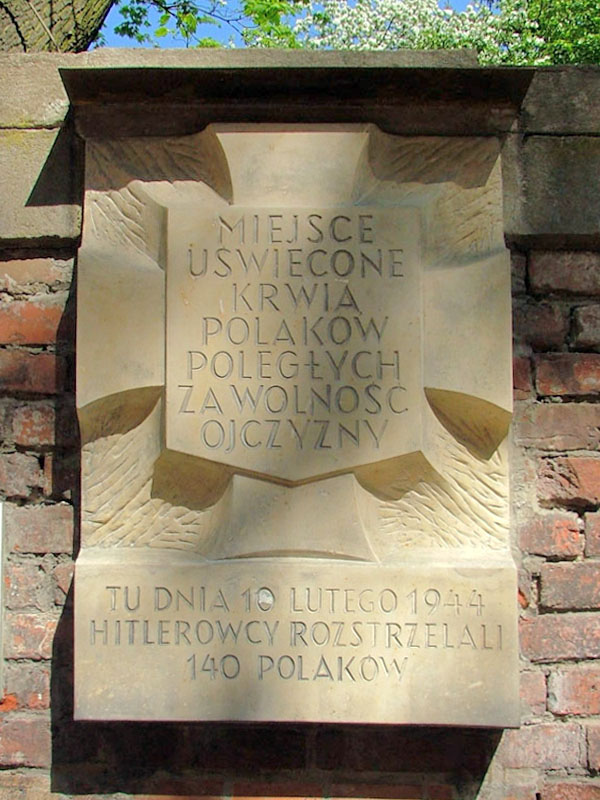
Улица Барска, памятная доска, повествующая о массовой расправе гитлеровцев над 140 поляками 10 февраля 1944

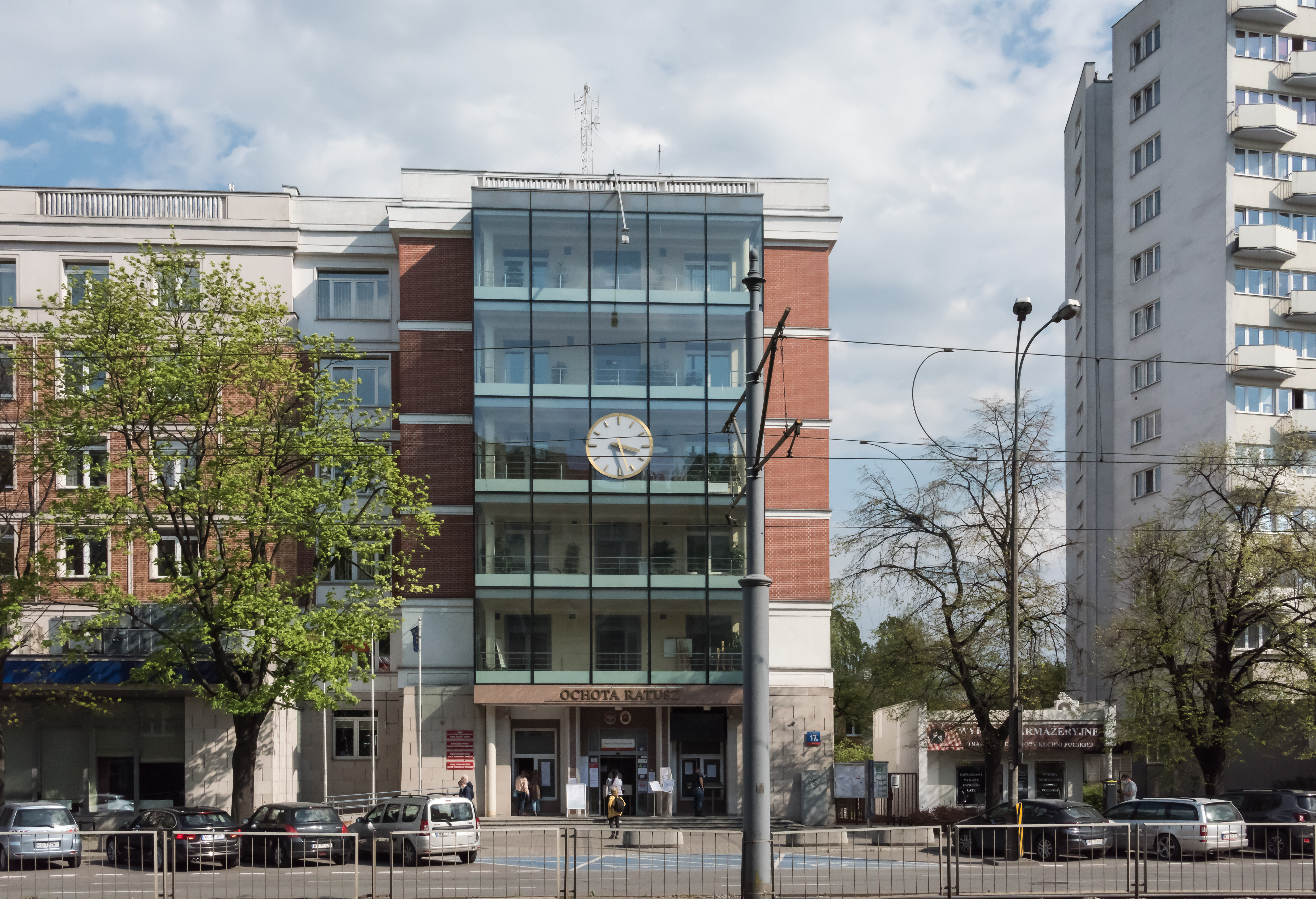
Администрация дзельницы Охота на ул. Груецкой, 17а (после ремонта в 2010)

Охота (пол. Ochota) — дзельница (район) Варшавы, расположенная ближе всего к центру города. Геометрический центр дзельницы — перекрёсток улиц Битвы Варшавской 1920 г. (Bitwy Warszawskiej 1920 r.) и Бялобжеской (Białobrzeska). Наиболее густонаселённая дзельница Варшавы (9448 чел./км2).
По данным GUS (главного статистического управления), на 31.12.2009, в дзельнице на площади 9,7 км2 проживало 89 383 жителя

## Происхождение названия
Своим названием дзельница обязана трактиру «Охота», который вероятнее всего находился на месте сегодняшнего здания по адресу «Калиска, 1» (Kaliska 1).

## Административные границы
Охота граничит:
- со Средместьем — по ул. Титуса Халубиинского (Tytusa Chałubińskiego) и аллее Независимости (al. Niepodleglości);
- с Мокотувом — по ул. Жвирки и Вигуры (ul. Żwirki i Wigury) и южной части Мокотовского поля;
- с Влохами — по железнодорожной линии Варшава—Радом;
- с Волей — по железнодорожной линии Варшава—Прушкув.

## Районы
В официальном реестре TERYT Охота имеет статус дзельницы, в состав которой входят следующие части города:
- Охота
- Раковец (Rakowiec)
- Щесливице (Szczęśliwice)

Городская система информации (Miejski System Informacji) выделяет следующие территории::
- Старая Охота
- Фильтры
- Раковец
- Щесливице

Традиционно выделяются также такие поселки, как Колония Сташица и Колония Любецкого.

## История
Первые письменные упоминания о территории, на которой находится сегодняшняя Охота, относятся к 1238.
Долгое время Охота входила в пределы королевского села Велька Воля. Начало бурного развития ей положила прокладка через эту территорию нескольких важных дорог:
- Королевская дорога (Droga Królewska) (в частности, современные улицы Нововейска (Nowowiejska) и Немцевича (Niemcewicza)) в 1768;
- Краковское шоссе (Szosa Krakowska) (нынешняя улица Груецка (Grójecka) в 1817;
- Новая Иерусалимская дорога (Nowa Droga Jerozolimska) (нынешние Иерусалимские аллеи) в 1817;
- Варшавско-Венская железная дорога построена в 1840—1848.

Развитию района в XIX веке способствовало также возведение фильтрационной станции («Фильтры», Filtry) в 1886 и больницы Младенца Иисуса в 1901.
Особенно бурное развитие дзельницы началось в межвоенный период. Тогда здесь возникли колонии Сташица и Любецкого, студенческое общежитие «Академик» (Akademik) на площади Нарутовича (pl. Narutowicza).
Период Второй мировой войны не нанес Охоте такого материального ущерба как, например, Средместью. Но он оставил свой след в виде повсеместных на Охоте местах убийств, известных как «Охотская резня».
11 мая 1945 на Охоте была пущена первая в Варшаве послевоенная линия городской коммуникации, обслуживаемая грузовиками и связывающая площадь Нарутовича и Тарговую улицу (u. Targowa) на Праге. В сентябре того же года была «реанимирована» первая на левобережье города трамвайная линия между Окенцем (Okęcie) и площадью Старынкевича (pl. Starynkiewicza).
В период ПНР Охота восстановилась после разрушений военного времени. Было построено также несколько новых жилых и административных зданий. Развитие промышленности в это время было представлено такими предприятиями, как Era (электронная промышленность), Варшавская фабрика станков (Warszawska Fabryka Obrabiarek, станкостроение), Meratronika (измерительные устройства), Hydomat (механическое производство), Hydomat WSK-Okęcie (авиационная промышленность).
В течение длительного периода ПНР и нескольких лет «времени перемен» Охота, имея статус дзельницы либо гмины), охватывала собой всю юго-западную часть Варшавы. Во время очередных расширений границ города в неё были включены Влохи, Урсус, Окенце и ряд других поселков (так наз. Дальняя Охота). К Охоте также причислялись отдельные кварталы города, традиционно связываемые со Средместьем. В 1990—1994 эта дзельница имела статус гмины («гмина Варшава—Охота»), из которой в 1993 был выделен район Урсус. Современные границы Охоты установлены в 1994, когда была создана эта дзельница, вошедшая в состав тогдашней гмины Warszawa-Centrum.
12 мая 1982 с крыши здания на ул Груецкой 19/25, была передана первая передача «Радио Солидарность».

## Образование и наука
На территории дзельницы находятся следующие просветительские учреждения (часть из них входит в состав одного из 8-ми объединения школ):
- 23 детских сада;
- 13 основных школ;
- 10 гимназий;
- 2 основные заводские школы;
- 5 техникумов;
- 5 общеобразовательных и 2 профилированных лицея;
- 2 полицейские школы.

Имеются также внешкольные учреждения, такие как молодёжный дом культуры, межшкольный спортивный центр, а также детский городок. Ещё здесь устраивается несколько воспитательных очагов, таких как «Общество друзей детей» (Towarzystwo Przyjaciół Dzieci, TPD) или воспитательный центр князей-орионистов (Młodzieżowy Ośrodek Wychowawczy im. ks. Franciszka Toporskiego).
На Охоте находятся управления и корпуса факультетов примерно полутора десятков вузов, а также ректораты Варшавского медицинского университета (Warszawski Uniwersytet Medyczny), Высшей школы экологии и управления (Wyższa Szkoła Ekologii i Zarządzania, WSEiZ), Академия специальной педагогики им. Марии Гжегожевской (Akademia Pedagogiki Specjalnej im. Marii Grzegorzewskiej), Польско-японской высшей школы компьютерной техники (Polsko-Japońska Wyższa Szkoła Technik Komputerowych) и Высшая педагогическая школа Общества всеобщего знания (Wyższa Szkoła Pedagogiczna Towarzystwa Wiedzy Powszechnej, WSP TWP). Здесь также находится офис Государственной школы общественной администрации (Krajowa Szkoła Administracji Publicznej). Часть вузовской застройки находится на территории Кампуса «Охота», костяк которого составляют математические и естественно-научные институты Варшавского университета и ПАН, равно как и собранные на улице Банаха (Banacha) строения медицинского университета. Помимо этого, у некоторых учебных заведений, имеющих на Охоте резиденции, часть корпусов расположено в других частях дзельницы (напр., отдел общественных наук WCP TWP, факультет архитектуры WSEiZ).
Такое сосредоточение научно-исследовательских единиц на Охоте произошло вследствие межвоенных концепций академического городка. К 20-30-м гг. XX века восходит комплекс студенческих общежитий Варшавского политехнического института на ул. Нарутовича, здания Свободного Университета (Wolna Wszechnicz) и института им. М. Склодовской-Кюри. Последующее строительство происходило в более поздние годы, а последний проект — комплекс новых технологий Варшавского университета — начал своё развитие в 2010. Некоторые постройки были преобразованы из учебных заведений более низкой ступени.

## Памятники старины
В реестр памятников старины Варшавы внесены следующие объекты:
- Колония Любецкого (Kolonia Lubeckiego)
- Колония Сташица (Kolonia Staszica)
- Фильтровальная станция Линдлея (Filtry Lindleya)
- Велькопольский сквер (Zieleniec Wielkopolski) между улицами Фильтровой, Ленчицкой и Вавельской
- Костёл Непорочного Зачатия Пресвятой Девы Марии (Kościół Niepokalanego Poczęcia Najświętszej Maryi Panny), известный также как костёл св. Якуба (kościoł św. Jakuba) в честь покровителя связанного с ним прихода
- Часовня Младенца Иисуса (kaplica Dzieciątka Jezus) при приходе св. Луиджи Ориона на (ул. Линдлея, 12)
- здание Министерства связи (ул. Халубинского, 4/6)
- здание XXI общеобразовательного лицея им. Гуго Коллонтая (XXI Liceum Ogólnokształcące im. Hugona Kołłątaja) (ул. Груецкая, 93)
- обелиск на ул. Линдлея
- дом Миколая Шелехова (Иерусалимские аллеи, 85)
- дом Станислава Ростковского (Иерусалимские аллеи, 99)
- дом на ул. Доротовской, 7
- доходный дом почтовой сберегательной кассы (dom dochodowy Pocztowej Kasy Oszczędności) (ул. Фильтрова, 68)
- административно-жилой дом фабрики табачных изделий Государственной табачной монополии (dom administracyjno-mieszkalny Fabryki Wyrobów Tytoniowych Państwowego Monopolu Tytoniowego) (ул. Калиска, 1)
- здание больничной кухни и прачечной (budynek kuchni i pralni szpitalnej) (ул. Линдлея, 4)
- вилла на ул. Мяновского, 3
- дом на ул. Мяновского, 15 — часть Вавельского редута
- дом на ул. Немцевича, 5а
- вилла с садом на ул. Рашинской, 48 в колонии Любецкого
- дом на ул. Тарчинской, 8
- дом на ул. Университетской, 1 — часть Вавельского редута
- здание адмиралтейства на ул. Вавельской, 7
- дом с садом на ул. Вавельской, 32
- дом на ул. Вавельской, 60 — часть Вавельского редута

## Памятники
- Баррикада сентября 1939 г. — угол улиц Гроецкой и Опачевской
- Памятник Летчику — угол улиц Жвирки и Вигуры — Рашинской и Вавельской
- Памятник Габриелю Нарутовича — пл. Нарутовича
- Памятник Марии Склодовской Кюри — сквер Марии Склодовской-Кюри
- Памятник Защитникам редута Ордона 1831 г. — угол улиц Мщоновской и Влоховской
- Памятник Английским летчикам — площадь («рондо») Сибирских ссыльных
- Памятник Луиджи Ориону — ул. Барска
- Обелиск на ул. Линдлея в память об умерших в госпитале
- Памятник Счастливой собаке — Мокотовское поле
- Скульптура из песчаника «Посвящение материнству»

Помимо этого, имеется несколько памятных камней и несколько десятков мемориальных досок, увековечивающих память об известных особах, живших на Охоте и военных жертвах:.

## Парки
На территории Охота находится 10 озеленительных зон:
- Форты Раковец (Forty Rakowiec, остатки укрепленной территории «Раковец») на ул. Коротынского — 4,84 га
- Парк им. Заслава Малицкого (Park im. Zasława Malickiego) на ул. Вислицкой, с Раковецким прудом — 5,96 га
- Парк им. Марии Склодовской-Кюри (Park im. Marii Skłodowskiej-Curie) на ул. Вавельской с памятником патронессе — 2,16 га
- Щесливский парк (Park Szczęśliwicki) на ул. Влодажевской с тремя глиняными карьерами, круглогодичной лыжной горкой, бассейном и т. д. — 30,11 га
- Мокотовское поле (Pole Mokotowskie) на ул. Жвирки и Вигуры: на территории Охоты находится 48,61 га, более 2/3, с двумя водохранилищами
- Велькопольский сквер (Zieleniec Wielkopolski) на ул. Фильтровой — 3 га
- Опачевский сквер (Skwer Opaczewski) между двумя нитками ул. Опачевской — 2,69 га
- Сквер им. А. Гротовского (Skwer im. A. Grotowskiego) на ул. Линдлея — 1,76 га
- Сквер им. Сью Райдер (Skwer im. Sue Ryder) на ул. Кшицкого — 2 га
- Западный парк (Park Zachodni) на площади Сибирских ссыльных — 9 га

Также есть несколько скверов меньшего размера, а также места нерегулярного озеленения (напр., форт Щесливице). На охоте не осталось ни одного естественного леса.

## Другие значимые объекты
На охоте также находятся:
- Центр культуры Охоты(Ośrodek Kultury Ochoty — «OKO»)
- Национальная библиотека (Biblioteka Narodowa)
- Общественная библиотека (Biblioteka Publiczna)
- Архив документов нового времени (документы с 1918 г., Archiwum Akt Nowych)
- Генеральная прокуратура (Prokuratura Generalna)
- Театр Охоты (Teatr Ochoty)
- Ох-театр (Och-Teatr) (филиал театра «Полония» (Teatr Polonia)
- Копинский зал (Hala Kopińska)
- Зал (рынок) Банаха (Hale Banacha, Targowisko Banacha)
- Центр онкологии — институт им. Марии Склодовской-Кюри (Centrum Onkologii — Instytut im. Marii Skłodowskiej-Curie)
- Центральная клиническая больница Медицинской академии (Centralny Szpital Kliniczny Akademii Medycznej)
- Здание Варшавского политехнического института (Budynek Politechniki Warszawskiej)
- Контртеррористический центр (Jednostka Antyterrorystyczna — Biuro Operacji Antyterrorystycznych Komendy Głównej Policji)